# Bluntisham cum Earith

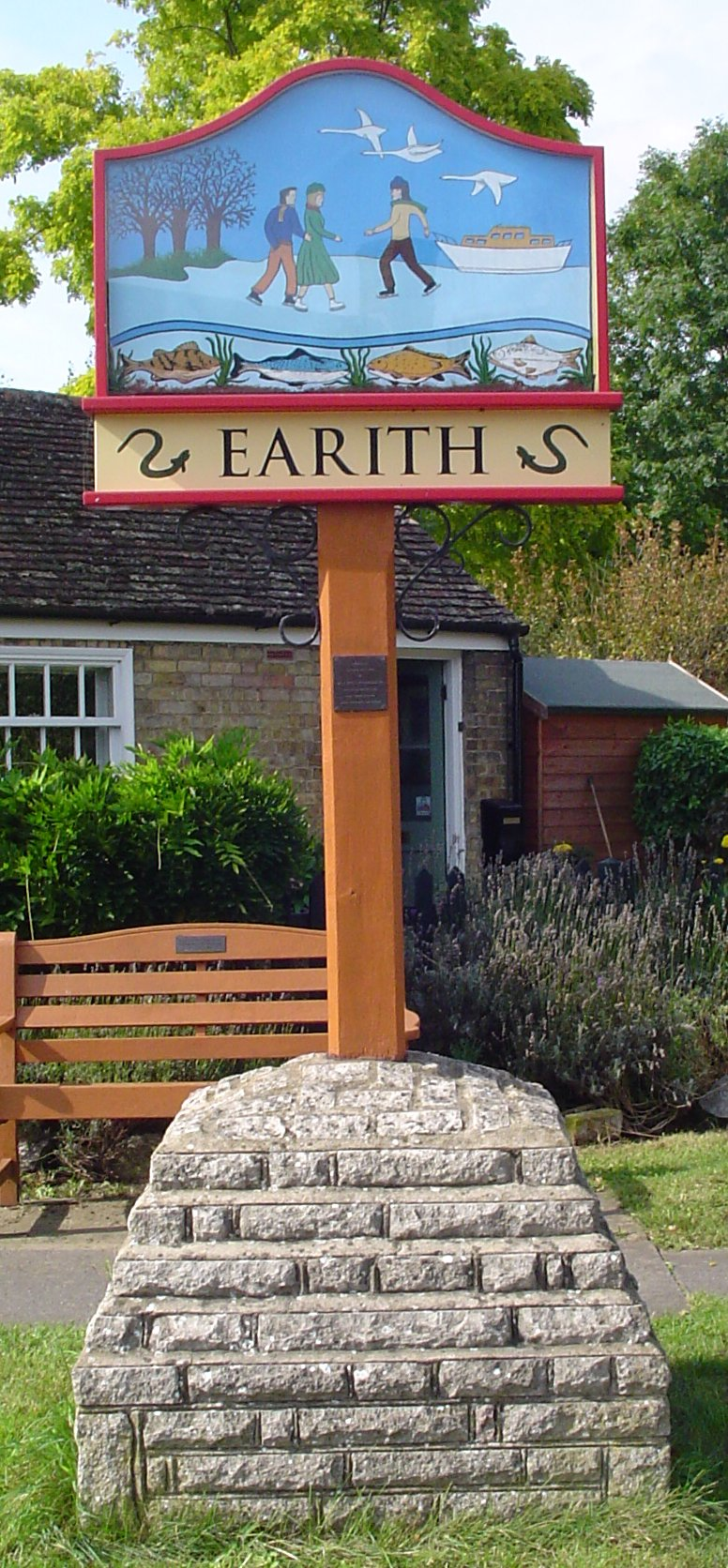
Earith

Bluntisham cum Earith var en civil parish fram till 1948 när den uppgick i Bluntisham och Earith i grevskapet Huntingdonshire i England. Civil parish var belägen 18 km från Cambridge och hade 1 008 invånare år 1931.